# فرانك د. تومسون
فرانك د. تومسون (بالإنجليزية: Frank D. Thompson)‏ هو محامي وسياسي أمريكي، ولد في 9 أبريل 1876، وتوفي في 12 يونيو 1940. انتخب عضو مجلس نواب فيرمونت.